# Kattwinkel
Kattwinkel ist ein Ortsteil der Gemeinde Marienheide im Oberbergischen Kreis in Nordrhein-Westfalen.

## Lage und Beschreibung
Der Ort liegt etwa vier Kilometer vom Gemeindezentrum entfernt.

## Geschichte

### Erstnennung
Um das Jahr 1535 wurde der Ort das erste Mal urkundlich erwähnt und zwar „Katwinkels Erben werden in einer Steuerliste genannt“.
Die Schreibweise der Erstnennung war Katwinkel.

## Wander- und Radwege
Der Marienheider Ortswanderweg A1 (Wernscheider Grund – Kattwinkel – Lienkamp – Kattwinkel – Wernscheider Grund) mit 4,5 Kilometern Weglänge durchquert Kattwinkel.

## Bus und Bahnverbindungen

### Linienbus
Haltestelle: Kattwinkel
- 399 Richtung Marienheide – Meinerzhagen